# Phân lớp Ve bét
Ve bét (tên khoa học Acari) là một nhóm động vật chân khớp trong lớp Hình nhện bao gồm mite và ve. Các hóa thạch của các loài thuộc bộ này có tuổi vào đầu kỷ Devon. Phân loại học hiện tại xem bộ này là một phân lớp của lớp Hình nhện gồm 2-3 bộ hoặc liên bộ: Acariformes (hay Actinotrichida), Parasitiformes (hay Anactinotrichida), và Opilioacariformes; Opilioacariformes được xem là một phân nhóm của Parasitiformes. Phát sinh loài của Acari vẫn còn tranh cãi, và các mối quan hệ giữa các loài trong nhóm này với các nhóm hình nhện khác vẫn chưa hoàn toàn rõ ràng. Theo các cách phân loại trước, các phân nhóm của Acarina được xếp ở cấp bộ.

## Phân loại

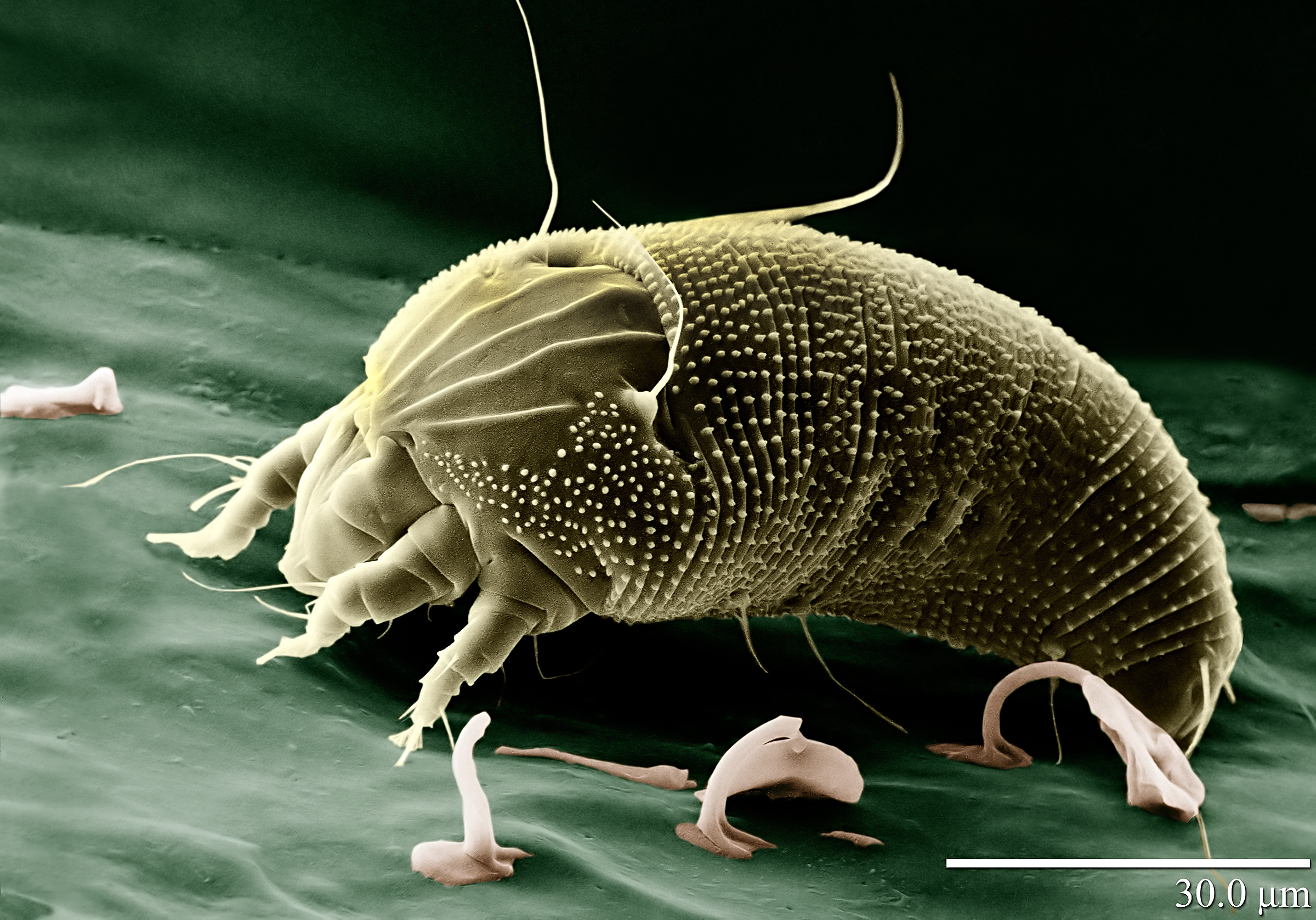
Rust mite, Aceria anthocoptes (kích thước 50 micromet)

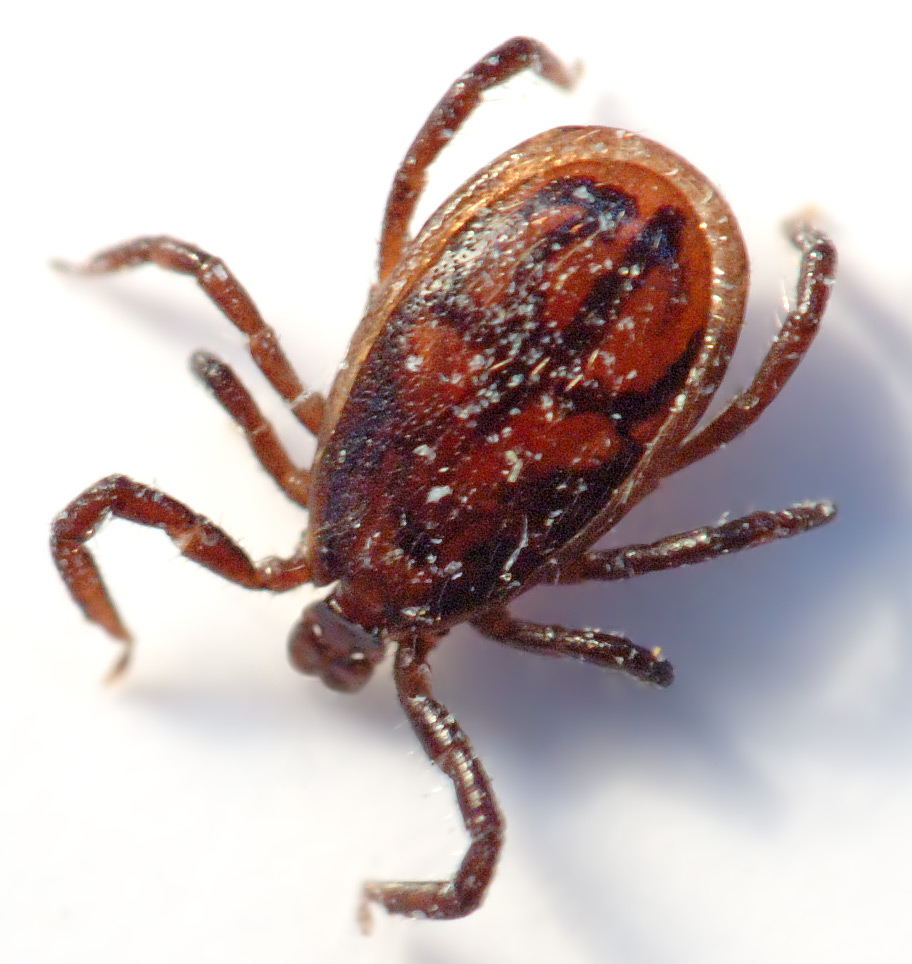
Male tick (kích thước: 2mm)

Phát sinh loài trong nhóm Acari vẫn còn tranh cãi và một số cách phân loại cũng được đề xuất. Trong quyển A Manual of Acarology tái bản lần thứ 3 đưa ra sáu bộ được xếp vào 2 liên bộ như sau:
- Liên bộ Parasitiformes – tick và các loài mite.
  - Opilioacarida
  - Holothyrida
  - Ixodida
  - Mesostigmata
    - Sejoidea
    - Trigynaspida
    - Monogynaspida
- Liên bộ Acariformes
  - Trombidiformes
    - Sphaerolichida
    - Prostigmata

  - Sarcoptiformes
    - Endeostigmata
    - Oribatida
    - Astigmata